# Duc de Gloucester
Le titre de duc de Gloucester est un titre de la pairie du Royaume-Uni souvent conféré à l'un des fils du monarque régnant. Les quatre premières créations furent dans la pairie d'Angleterre, et la suivante dans la pairie de Grande-Bretagne. Il a un temps été créé joint à celui d'Édimbourg sous la forme duc de Gloucester et Édimbourg.
Son détenteur actuel est le prince Richard, qui reçoit ce titre le jour de la mort de son père, le prince Henry, le 10 juin 1974.

## Histoire du titre

### Première création (1385)
- 1385-1397 : Thomas de Woodstock (1355-1397), 5e fils d'Édouard III d'Angleterre.

### Deuxième création (1414)
- 1414-1447 : Humphrey de Lancastre (1390-1447), comte de Pembroke, 4e fils d'Henri IV.

### Troisième création (1461)
- 1461-1483 : Richard d'York (1452-1485), frère d'Édouard IV, devint le roi Richard III en 1483.

### Quatrième création (1659)
- 1659-1660 : Henri Stuart (1640-1660), fils de Charles Ier.

### Ducs de Gloucester et Édimbourg (1764)
- 1764-1805 : William Henry (1743-1805), frère de George III ;
- 1805-1834 : William Frederick (1776-1834), fils du précédent.

### Cinquième création (1928)
Titres subsidiaires : comte d'Ulster, baron Culloden
- 1928-1974 : Henry de Gloucester (1900-1974), fils de George V ;
- depuis 1974 : Richard de Gloucester (né 1944), fils du précédent ;
  - héritier apparent : Alexander, comte d'Ulster (né 1974).

## Autres titres
Depuis la création de 1928, les titres subsidiaires de comte d'Ulster et de baron Culloden sont liés à celui de duc de Gloucester. Le fils aîné du duc porte le titre de courtoisie de comte d'Ulster et son héritier en ligne directe celui de baron Culloden.